# 9시 반의 당구
《9시 반의 당구》(Billard um halbzehn)는 1959년 출판된 하인리히 뵐의 소설이다.

## 작품 소개
전후 독일 사회 사회는 새로운 경제 질서를 만들어내고 빠른 속도로 복구되어 갔으며 곧 경제 재건을 이룩했다. 하지만 오로지 이윤을 추구하고 소비를 조장하는 풍조가 만연했고, ‘경제 기적 정서’에 사로잡혀 극복되지 않은 과거를 쉽게 잊어버렸다. 이러한 1950년대 독일 사회의 “공허하고 차가운 망각”에 대해 경악하며 정치적·사회적 현실을 문학적으로 형상화한 소설이 바로 『9시 반의 당구』다.
이 소설은 하인리히 페멜의 여든 살 생일날, 단 하루를 담고 있다. 하지만 사건은 회상의 형식을 통하여 지난 50년에 걸쳐 있다. 건축의 대가이자, 부조리한 사회에 대해 냉소로 일관하며 방관해 온 하인리히 페멜, 강하고 적극적으로 사회에 저항하는 그의 아내 요하나, 그녀를 닮아 형재애와 이웃 사랑의 정신을 지닌 정역학자인 아들 로베르트. 청산되지 않은 과거를 망각하고 슬퍼할 줄 모르는 독일 사회와 단절한 채 각자의 세계에 침잠하여 살아가던 이들 페멜 가족은 하인리히 페멜의 여든 살 생일날에 모여 화해와 단합을 시도하게 된다.
페멜 가족은 변화가 없는 세계에서 서로 마음의 문을 열고 의식의 변화를 겪음으로써, 가족 구성원 간에 연대감을 갖게 되고 다른 세계를 꿈꾸게 된다. 하인리히 뵐은 사회가 이윤을 추구하고 남을 배려하지 않으며 오로지 성취만을 목표로 하는 한, 인간적인 이해는 사회의 최소 단위인 가정이라는 공동체 안에서만 가능하다고 생각했다. 그는 왜곡된 현실에 동조하지 않고 버티어나갈 수 있는 힘을 등장인물들에게 이러한 방식으로 마련해 준다. 이것은 그의 문학 강령, 즉 “인간적인 것의 미학”에 근거한 것이다. 뵐에게 “인간적인 것의 미학”이란 물질 만능주의와 이윤 추구에 사로잡힌 광기 속에서 인간의 존엄성을 지키고 진실된 삶을 살아가려고 하는 사람들을 보호하고자 그들에게 희망을 주는 것이다. 이 소설은 ‘정신적인 친족 관계’를 바탕으로 한 새로운 가족 공동체를 형성함으로써, 부조리에 저항하면서 서로 화합해 가는 가족의 한 모델을 제시하고 있다고 볼 수 있다.

## 서지 정보
- 사순옥 역, 2009년, 지식을만드는지식 ISBN 978-89-6406-438-2